# David Shaw
David Shaw, noto come Davie (Annathill, 5 maggio 1917 – Aberdeen, 20 gennaio 1977), è stato un calciatore e allenatore di calcio scozzese.

## Carriera

### Calciatore

#### Club
Formatosi nel Grange Rovers, nel 1938 viene ingaggiato dall'Hibernian con cui esordisce nella Scottish Division One 1938-1939, ottenendo il tredicesimo posto finale. La stagione seguente, in cui parte titolare giocando tutti e cinque gli incontri disputati, viene interrotta a causa dello scoppio della seconda guerra mondiale.
Shaw giocò durante il conflitto con gli Hibs numerosi incontri non ufficiali, tornando a disputare una competizione ufficiale solo nel 1946, a guerra finita.
Nel campionato 1946-1947 ottenne il secondo posto finale ed inoltre raggiunse la finale di Scottish Cup, persa contro l'Aberdeen. La stagione seguente si conclude con la vittoria del torneo. Nella stagione 1948-1949 ottiene il terzo posto finale mentre in quella successiva il secondo.
Nel 1950 passa all'Aberdeen, con cui ottiene il quinto posto nella Scottish Division A 1950-1951. Nella stagione 1951-1952 ottiene l'undicesimo posto finale, identico risultato ottenuto in quella successiva, annata in cui raggiunse anche la finale di Scottish Cup 1952-1953, persa contro i Rangers.

#### Nazionale
Tra il 1946 ed il 1948 Shaw ha disputato nove incontri con la nazionale di calcio della Scozia. Con la sua nazionale vince il Torneo Interbritannico 1949.

## Statistiche

### Cronologia presenze e reti in nazionale
| Cronologia completa delle presenze e delle reti in nazionale ― Scozia | Cronologia completa delle presenze e delle reti in nazionale ― Scozia | Cronologia completa delle presenze e delle reti in nazionale ― Scozia | Cronologia completa delle presenze e delle reti in nazionale ― Scozia | Cronologia completa delle presenze e delle reti in nazionale ― Scozia | Cronologia completa delle presenze e delle reti in nazionale ― Scozia | Cronologia completa delle presenze e delle reti in nazionale ― Scozia | Cronologia completa delle presenze e delle reti in nazionale ― Scozia |
| Data                                                                  | Città                                                                 | In casa                                                               | Risultato                                                             | Ospiti                                                                | Competizione                                                          | Reti                                                                  | Note                                                                  |
| --------------------------------------------------------------------- | --------------------------------------------------------------------- | --------------------------------------------------------------------- | --------------------------------------------------------------------- | --------------------------------------------------------------------- | --------------------------------------------------------------------- | --------------------------------------------------------------------- | --------------------------------------------------------------------- |
| 15-5-1946                                                             | Glasgow                                                               | Scozia                                                                | 3 – 1                                                                 | Svizzera                                                              | Amichevole                                                            | -                                                                     |                                                                       |
| 19-10-1946                                                            | Wrexham                                                               | Galles                                                                | 3 – 1                                                                 | Scozia                                                                | Torneo Interbritannico 1947                                           | -                                                                     |                                                                       |
| 27-11-1946                                                            | Glasgow                                                               | Scozia                                                                | 0 – 0                                                                 | Irlanda del Nord                                                      | Torneo Interbritannico 1947                                           | -                                                                     | cap.                                                                  |
| 10-4-1948                                                             | Glasgow                                                               | Scozia                                                                | 0 – 2                                                                 | Inghilterra                                                           | Torneo Interbritannico 1948                                           | -                                                                     |                                                                       |
| 28-4-1948                                                             | Glasgow                                                               | Scozia                                                                | 2 – 0                                                                 | Belgio                                                                | Amichevole                                                            | -                                                                     |                                                                       |
| 17-5-1948                                                             | Berna                                                                 | Svizzera                                                              | 2 – 1                                                                 | Scozia                                                                | Amichevole                                                            | -                                                                     |                                                                       |
| 23-5-1948                                                             | Colombes                                                              | Francia                                                               | 3 – 0                                                                 | Scozia                                                                | Amichevole                                                            | -                                                                     |                                                                       |
| 23-10-1948                                                            | Cardiff                                                               | Galles                                                                | 1 – 3                                                                 | Scozia                                                                | Torneo Interbritannico 1949                                           | -                                                                     |                                                                       |
| 17-11-1948                                                            | Glasgow                                                               | Scozia                                                                | 3 – 2                                                                 | Irlanda del Nord                                                      | Torneo Interbritannico 1949                                           | -                                                                     |                                                                       |
| Totale                                                                |                                                                       | Presenze                                                              | 9                                                                     |                                                                       | Reti                                                                  | 0                                                                     |                                                                       |

### Allenatore
Ritiratosi dal calcio giocato, Shaw divenne nel 1955 l'allenatore dell'Aberdeen, ottenendo il secondo posto della Scottish Division One 1955-1956 e vincendo la Scottish League Cup 1955-1956 contro il St. Mirren. La stagione seguente ottiene il sesto posto finale mentre nella stagione 1957-1958 il dodicesimo.
Nella Scottish Division One 1958-1959 ottiene il tredicesimo posto finale, perdendo inoltre la finale della Scottish Cup 1958-1959 contro il St. Mirren.
Rimase nello staff dell'Aberdeen anche dopo il sollevamento dall'incarico. Nell'estate 1967 era nello staff tecnico dell'Aberdeen che disputò il campionato nordamericano organizzato dalla United Soccer Association: accadde infatti che tale torneo fu disputato da formazioni europee e sudamericane per conto delle franchigie ufficialmente iscritte al campionato, che per ragioni di tempo non avevano potuto allestire le proprie squadre. L'Aberdeen rappresentò i Washington Whips, vincendo la Eastern Division, qualificandosi per la finale. La finale vide i Whips cedere ai Los Angeles Wolves, rappresentati dai Wolverhampton.

## Palmarès

### Calciatore

#### Club
- Scottish Division A: 1

Hibernian: 1947-1948

#### Nazionale
- Torneo Interbritannico: 1

1949

### Allenatore
- Scottish League Cup: 1

Aberdeen: 1956